# Panotii

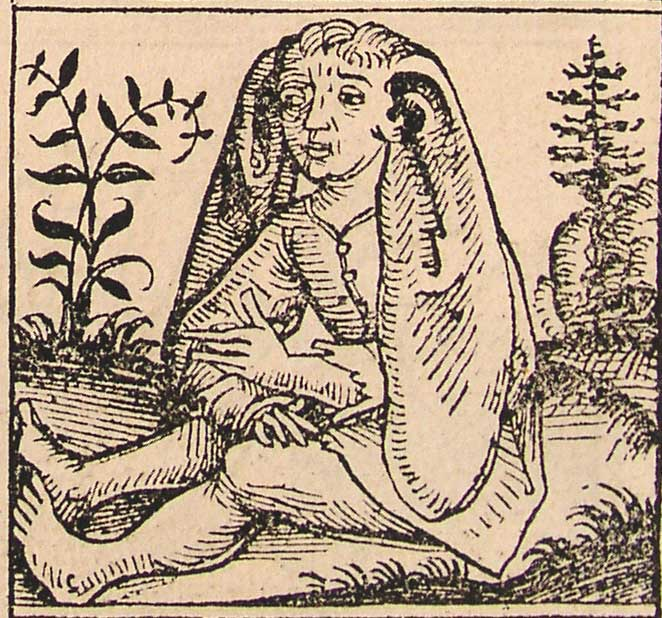
Gravure représentant un panotéen dans La Chronique de Nuremberg (1493)

Les Panotéens (en latin Panotii) sont des êtres légendaires mentionnés dans différents textes de l'Antiquité et du Moyen Âge. Ils sont notamment caractérisés par leurs longues oreilles dans lesquelles, selon certaines sources, ils s'enveloppent pour dormir.

## Les panotéens dans l'Antiquité

### Ctésias
Au début du IVe siècle avant notre ère, Ctésias de Cnide, médecin à la cour du roi persan Artaxerxès II Mnémon, rédigea un ouvrage sur l'Inde dont nous ne possédons que des fragments. Par chance, Photios, patriarche de Constantinople (IXe siècle), en fit un résumé dont les informations peuvent être recoupées par celles d'auteurs plus anciens. Selon Ctésias, il aurait existé une peuplade indienne composée de gens aux oreilles si longues qu'ils s'en couvraient le dos et les bras.
Photios donne de plus amples renseignements dont voici l’essentiel. Dans les montagnes de l'Inde, là où poussent les roseaux, vit un peuple d'environ trente mille âmes. Les femmes n'accouchent qu'une fois dans leur vie et leurs enfants viennent au monde avec des cheveux blancs. Ils conservent cette couleur jusqu'à l'âge de trente ans, puis noircissent peu à peu, si bien qu'à soixante ans, barbe et chevelure sont aussi noires que l'ébène. Ces gens ont huit doigts par main et huit orteils par pied. Leurs oreilles sont si longues qu'elles se touchent et ils s'en couvrent le dos et les bras jusqu'aux coudes.

### Autres sources antiques
Ctésias ne semble pas avoir été le premier auteur à rapporter l'existence de ces êtres. Un passage de la VIIe Chiliade de Jean Tzetzès, érudit byzantin vivant au XIIe siècle, nous apprend que Scylax de Caryande l'aurait déjà fait. Ce voyageur se rendit en Inde dans le dernier tiers du VIe siècle av. J.-C., descendit l'Indus jusqu'à la mer, puis retourna en Grèce où il rédigea le récit de son périple. Il donne aux Longues-oreilles le nom d'Otoliknoi, c'est-à-dire « hommes-dont-les-oreilles-sont-aussi-grandes-que-des-vans », les distinguant d'une autre peuplade possédant des oreilles semblables, les Enotokoitai, dont les oreilles sont plus grandes puisqu'ils s'en vêtent et dorment sur l'une, se couvrant de l'autre.
Entre 300 et 290, Mégasthène parle de ces êtres dans ses Indika et Strabon reprend ses dires dans sa Géographie (XV, 1, 57).
Au début de notre ère, Pomponius Mela est le premier écrivain de langue latine attestant la diffusion de cette fable. Dans sa Chorographia, il nomme ces gens « Panoti » (Panotéens), ce nom étant l'interprétation étymologique de la description donnée par les auteurs grecs (pan : tout ; ôtoï : oreilles).
Indépendamment de Pomponius Mela, Pline l'Ancien rapporte une fable semblable en se référant à Duris, un historien grec de Samos, et Solin recopiera ce qu'il écrit : Fanesiorum aliae (insulae) in quibus nuda alioquin corpora prae grandes ipsorum aures tota contegant (Pline, Histoire naturelle, IV, 27, 95). Dans Solin, on lit 'Esse et Phanesiorum, quorum aures adeo in effusam magni tudinem dilatentur, ut reliqua viscerum illi contegant nec amiculum aliud sit quam ut membris membra vestiunt.
La déformation de Panoti en Phanesii/Fanesii, et même dans certains manuscrits en Ponothi, Panthios, Satmali et Hanesii peut s'expliquer ainsi, en partant des formes Satmalos, Sannatlos et Sannalos, attestées chez Pomponius Mela : Sannatli aura été transcrit d'après Fannatli, mauvaise lecture de Pannoti ; dans les manuscrits du Xe siècle, le /s/ se confond avec le /f/ ; le /t/ suivi de /1/ peut se confondre avec /tt/, et deux /t/ être changés en un par identité de prononciation ; le /n/ et le /u/ se changent souvent'; dans l'onciale, le /p/ peut se confondre avec le /f/ si la boucle du premier est un peu interrompue dans le milieu. Voilà comment on arrive à des dénominations qui, si elles ne sont accompagnées d'aucune description, plongent le lecteur dans une grande perplexité.

## Les Panotéens au Moyen Âge
Les auteurs médiévaux reprenant la fable des Panotéens sont peu nombreux. On peut remarquer que Saint Augustin, Aulu-Gelle et Martianus Capella, trois auteurs de grande importance pour l'étude des sources de la tératologie médiévale, ne parlent pas des Panotéens. De ce fait nous ne les rencontrerons pas dans tous les textes tirant, peu ou prou, leur matière du De imagine mundi d'Honoré d'Autun (vers 1120). De plus, la polydactylie de ces êtres n'ayant pas été reprise par les auteurs latins, nous ne la trouverons pas dans les textes médiévaux : cette caractéristique morphologique sera attribuée aux Antipodes (Opisthodactyles / (de) Rückwärtsfüssler), quant au changement de couleur des cheveux en fonction de l'âge, il servira à créer un nouveau peuple merveilleux.

### Textes en latin

#### La tradition d'Isidore de Séville
Isidore de Séville (560-636) tire sa matière de Solin, ajoutant que ces gens vivent en Scythie. C'est une déformation des situations géographiques données par les auteurs romains : selon Pline et Solin, les Panotéens habitent au large des côtes de Scandinavie, selon Pomponius Mela, les îles Oaeonae, proches de Sarmatie.
Isidore est la source de Raban Maur (776-836), Barthélemy l'Anglais (1200-1250), Vincent de Beauvais (vers 1253), du Liber Chronicarum de Hartmann Schedel (1493) et du Lucidarius dans sa version imprimée en 1535. Le texte de la carte d'Ebstorf (seconde moitié du XIIIe siècle) et le chapitre CLXXV des Gesta Romanorum proviennent de la même source. On est en face d'une tradition savante dont la principale caractéristique est la constance ; de ce fait, on ne relève pas de variantes.

#### Autres traditions
Une autre tradition remonte au De rebus in Oriente mirabilibus connu en France sous le nom de Lettre à l'Empereur Adrien sur les Merveilles de l'Orient, dans les pays anglo-saxons sous celui de Lettre de Farasmanes. Elle est attestée par le Liber monstrorum (VIIIe siècle), les Otia imperialia de Gervais de Tilbury (vers 1210), et semble avoir été connue de Lambert de Saint-Omer.
De rebus in Oriente mir. : Vltra hoc ad orientem nascuntur homines longi pedum .XV. lati pedum.XV. caput magnum et aures habentes tamquam uanum unam sibi nocte substernunt de alfa se cooperiunt et tegunt se his auribus leue et candido corpore sunt quasi lacteo homines cum uiderint tollunt sibi aures et longe fu-giunt quasi putes eos uolare.
Liber monstrorum I, 43 : nascuntur homines in orientalibus plagis qui, ut fabulae ferunt, XV pedes altitudinis capiunt et corpora marmorei candoris habent et vannosas aures, quibus se substernunt noctu et cooperiunt, et hominem cum viderint erectis auri bus per deserta vastissima fugiunt.
Ces textes sont d'une importance capitale car ils montrent que des traditions tératologiques grecques furent connues du Moyen Âge indépendamment de la littérature savante qui n'indique jamais que les Panotéens dorment dans leurs oreilles.
Pour sa part, Lambert de Saint-Omer écrira, dans son Liber floridus : Sunt Panothias in Scythia auribus totum corpus dum dormiunt contegentes. 
A un autre folio du manuscrit autographe de Gand nous lisons : Hinc Attageny Yperboreis bonitate consimiles circumactu uallium auras nesciunt, avec, dans la marge, la glose Pannotyas. Dans cette branche de l'histoire des Panotéens, nous retiendrons la comparaison de la taille des oreilles avec un van.
Les autres textes attestant la diffusion de cette fable ne sont pas aussi unanimes. Il est impossible de dire avec certitude à quelle source puise Eupolemius qui, dans son poème intitulé Messias (vers 1000), écrit :
His monstris non me, Panoeius, inspice torvum !

Politonea magis Sciticus terreret ut illi

Tota mole graves cooperti corporis aures

difundunt ...
Il est possible que le texte de la carte de Hereford (1275-1283) et celui du De mirabilibus mundi (XIe – XIIe siècles) s'inspirent de Solin :
Hereford : Pharesii membranes aurium suarum teguntur.
(De mir. mundi § 72) et Hanesius : Omnis in hoc genere pro uestibus utitur aure.
Il convient de retenir encore deux faits. Le texte du De rebus in Oriente mirabilibus se rapprochait du récit de Mégasthène ; dans un des manuscrits — British Museum, Cottonianus Tiberianus BV f° 83 v° — une miniature représente un Panotéen selon la description de Ctésias, c'est-à-dire avec des oreilles s'enroulant sur le haut des bras, et ce bien que le texte latin accompagnant l'illustration parle d'oreilles grandes comme des vans. Dans un autre manuscrit du même texte — British Museum, Cottonianus Vitellius A XV f° 104 r° —, l'image ne correspond pas tout à fait au texte : les oreilles ressemblent à des champignons. La connaissance d'une tradition grecque est, d'autre part, attestée par le groupe de Panotéens sculpté au tympan de l'abbatiale de Vézelay (Yonne) : le personnage central dort dans ses oreilles. Les illustrations habituelles que nous rencontrons dans les manuscrits, représentent des hommes dont les oreilles tombent jusqu'au sol.

### En allemand
Dans la littérature allemande, outre la Wiener Genesis, la seconde occurrence de cette fable se trouve dans l'Alexanderlied de Lamprecht (manuscrit de Strasbourg) ; il y est dit que la reine Candacis offrit à Alexandre le Grand :
ouh brâhte mir ir bote andirhalp hundrit môre, / die hâten lange ôren und wâren alle kinder.
L'Historia de preliis que Lamprecht suit, a la leçon infantulos ethiopes centum, et Jules Valère parle, pour sa part, d'Aethiopias impubes V. La mention des longues oreilles de ces jeunes Noirs est un ajout de l'auteur allemand.
Vers 1180-1200, les Panotéens jouent un rôle dans l'épopée intitulée Herzog Ernst : le héros éponyme du récit les affronte et les vainc pour rendre service au roi d'Arimaspî. Ces gens sont ainsi décrits (4822 ss.):
sie wâren wunderlîch getân,

wol gewahsen, niht ze krank.

in wâren diu ôren alsô lanc

daz sie in û f die f üeze giengen : 

dâ mite sie den lîp umviengen.
La source de l'auteur n'est pas la Wiener Genesis, ni les Etymologiae d'Isidore de Séville, mais plutôt Solin, ce qui ressort du vers 4827 : sie truogen kein ander wât ; Solin écrit : nec amiculum aliud sit quam ut membra membranis aurium vestiant (Collectanea rer. memorabilium 19, 8). Dans la version D de Herzog Ernst, nous lisons (3976 ss.) :
hie enhetten wider umb nach an, 

den, als yn der lip behangen

mit breiten oren langen

alumb und umb were.
Odo von Magdeburg à qui l'on doit une traduction latine de l'épopée allemande, écrit dans son poème intitulé De varia fortuna Ernesti Bavariae :
Audiit interea Panothos cognomine gentes exercere maris vicini littora, quorum naturae jussu corpus mirabile longis auribus increvit, adeoque cuncta perosi vestitus genera ex passis clauduntur in illis.
L'auteur anonyme du Remaniement en prose latine de l'œuvre allemande, ne décrit pas les Panotéens et se contente de remarquer :
Gens inculta, sed aurita aurium multitudine multa (...) Panotii, gentes Scythia. Les auteurs allemands n'utilisent pas le terme Panotii, mais (de) ôren.
Il faut attendre L'Alexandreis de Ulrich von Etzenbach (1271-1286) pour trouver une nouvelle mention de ces gens. Alexandre le Grand rencontre un peuple monstrueux dont chaque représentant est la somme des malformations humaines. Parmi toutes celles-ci, des oreilles d'un empan (15165 s.) : ôren spannenlange gewahsen in daz wange.
Dans Reinfried von Braunschweig (écrit après 1291), nous apprenons que les païens venus de Taburnit ont (19412 s) : 
ir ôren drîer schuohe breit 

wâren, als ich hôrte.
L'auteur anonyme connaît la comparaison des oreilles avec la taille d'un van, mais il s'en sert à propos des Sciapodes (19372 s.) : sî wâren an den f üezen breit alsam die wannen.
L'examen des textes médiévaux allemands montre que les Panotéens n'ont guère eu de succès. Il convient de savoir s'il s'agit d'un phénomène propre à la littérature de ce pays. Voyons ce qu'il en est de la littérature médiévale française.

### En français
Les Panotéens apparaissent dans Huon de Bordeaux (vers 1180-1200) ; l'auteur anonyme les nomme Comains et leur prête une pilosité de sanglier.
Dans le Chevalier au Lion de Chrétien de Troyes, le vilain que rencontre Calogrenant a : oreilles mossues et granz autés comme a un olifanz.
Dans Fierabras (vers 1170), le païen Agolafres a des oreilles velues et (4748 s.) : cascunes tenoit bien demi setier de blé.
La même remarque concerne Machabré dans Gaufrey (fin du XIIIe siècle), qui se drape dans ses oreilles quand il fait mauvais temps. Dans Les Enfances Vivien (début du XIIIe siècle) apparaissent des Noirs avec de longues oreilles Dans Les Narbonnais (vers 1210), nous rencontrons un peuple ayant testes menues et oreilles granz qui présentent l'avantage de servir de bouclier contre les flèches de l'ennemi et de manteau de pluie en cas d'intempéries (3808 ss.) . Dans la Bataille Loquifer (XIIIe siècle), il est dit des oreilles d'Isabras (1944 ss.) :
De ses oreilles vous dirai vérité :

bien tenoit l'une I setier mesuré.

Quand le souprent tempeste ne oré,

molt en a tost son chief acoveté.

Plus ne doute aige vaillant I ros pelé,

non s'il plovoit tot I mois a plenté.

L'autre a devant com escu atorné

devant son vis pent outre son baudré,

puis ne crient il nul quarrel empené,

ni brant d'acier ne espil noielé.
(De ses oreilles je vais vous dire la vérité : l'une mesurait bien un setier ; quand il est surpris par le vent ou la tempête, il a tôt fait d'en couvrir sa tête. Il ne redoute pas l'eau le moins du monde, même s'il pleuvait un mois entier abondamment. L'autre oreille, il s'en sert, devant lui, comme d'un bouclier et elle pend devant son visage jusqu'à son baudrier : grâce à elle, il ne craint nulle flèche emplumée, ni lame d'acier, ni épieu ciselé).
Vers la fin du XIVe siècle, Jean d'Arras utilise la fable des Panotéens dans son Roman de Mélusine : Uriien, un des fils de la célèbre fée, a les plus grans oreilles qui oncques fussent veues sur un enfant ; et au parcroistre, elles furent aussi grandes comme les manevelles d'un van.
Ogier IX d'Anglure utilise la même comparaison dans Le Saint Voyage de Jherusalem (1395), à propos d'un éléphant femelle qui avait les oreilles larges comme un petit van.

## Statuaire
Les Panotii sont représentés sur le portail de la basilique de Vézelay.